# Bertil Unger (jurist)
Bernt Bertil Unger, född den 26 juni 1902 i Arbrå församling, Gävleborgs län, död den 23 februari 1955 i Djursholm, var en svensk jurist.
Unger avlade studentexamen vid Lundsbergs skola 1920, filosofie kandidatexamen vid Uppsala universitet 1922 och juris kandidatexamen där 1926. Han var tingsnotarie i Södersysslets domsaga 1926–1929 och biträdande jurist vid Otto Alrutz advokatbyrå i Stockholm 1929–1930. Unger tjänstgjorde i Svea hovrätt från 1931 och i Nedre justitierevisionen från 1942. Han blev assessor 1937, hovrättsråd 1943 och revisionssekreterare 1944. Unger blev riddare av Nordstjärneorden 1946 och kommendör av samma orden 1954. Han vilar på Norra begravningsplatsen utanför Stockholm.